# Polygonum californicum
Polygonum californicum är en slideväxtart som beskrevs av Meissn.. Polygonum californicum ingår i släktet trampörter, och familjen slideväxter. Inga underarter finns listade i Catalogue of Life.